# The Legacy: Realm of Terror
The Legacy: Realm of Terror ist ein Horror-Rollenspiel, welches von Magnetic Scrolls programmiert und 1993 von MicroProse veröffentlicht wurde. Es war das letzte Spiel, welches von Magnetic Scrolls programmiert und unter diesem Label veröffentlicht wurde.
2019 wurde das Spiel auf GOG.com für Microsoft Windows, macOS sowie Linux digital neu veröffentlicht.

## Spielprinzip
Das Spiel spielt in den 1990er Jahren, jedoch existiert Magie. Der Spieler übernimmt die Rolle des Erben eines verwunschenen Hauses. Dieses muss im Spielverlauf erkundet werden, wobei zahlreiche Rätsel gelöst, Monster besiegt und der Endgegner Belthegor vernichtet werden muss. Ziel des Spiels ist es, das Haus wieder lebend zu verlassen.
Zu Beginn des Spiels kann der Spieler aus einer Auswahl an verschiedenen Charakteren einen auswählen. Weitere Charaktere kommen im späteren Spielverlauf jedoch nicht mehr dazu, der Spieler bleibt auf sich allein gestellt. Im Verlauf der Geschichte trifft der Spieler jedoch auf drei weitere Personen, die sich außer ihm auch noch im Haus befinden: zwei Angehörige und einen eingesperrten Privatdetektiv.

## Technik
Eine Besonderheit ist, dass sich das Interface des Spiels stark individualisieren lässt. Alles wird in Fenstern dargestellt, die sich in Größe, Position und Eigenschaften anpassen lassen. Dies war eine Spezialität früherer Textadventures von Magnetic Scrolls und wurde für dieses Spiel übernommen.

## Entwicklungs- und Veröffentlichungsgeschichte
RadioShack veröffentlichte seinerzeit eine „Collector's Edition“, welche sich durch eine ungewöhnliche Box auszeichnete, die gruselige Geräusche von sich gab wenn sie geöffnet wurde. Ansonsten waren die Inhalte dieselben wie bei der regulären im Handel erhältlichen Edition.

## Rezeption
Das Spiel hat von der Spielepresse seinerzeit sehr gute Bewertungen erhalten. Gelobt wurde insbesondere die Atmosphäre und die Story. Kommerziell war das Spiel jedoch ein Misserfolg.